# NGC 3440
NGC 3440 is een balkspiraalstelsel in het sterrenbeeld Grote Beer. Het hemelobject werd op 8 april 1793 ontdekt door de Duits-Britse astronoom William Herschel.

## Synoniemen
- UGC 6009
- MCG 10-16-19
- ZWG 291.9
- IRAS 10508+5722
- PGC 32714